# František Škroup
František Jan Škroup (né le 3 juin 1801 à Osice, près de Hradec Králové – mort le 7 février 1862 à Rotterdam) est un compositeur et chef d'orchestre tchèque. Il est surtout connu pour sa composition de l'hymne national tchèque Kde domov můj?.
Škroup provient d'une famille de compositeurs. Son frère Jan Nepomuk Škroup (en) a obtenu un certain succès, tout comme son père, Dominik Škroup, et son autre frère Ignác Škroup.

## Biographie
À l'âge de onze ans, il déménage à Prague, où il est enfant de chœur et flûtiste. Il poursuit des études à Hradec Králové, l'un des centres les plus importants de la Renaissance nationale tchèque, où il est enfant de chœur à la cathédrale. Il y étudie sous la direction, notamment, de Franz Volkert (1767–1831).
Plus tard, il revient à Prague pour y étudier à l'université. Il devient un compositeur à succès d'opéra et de singspiels, créant plus d'une douzaine de pièces. Il cumule plusieurs emplois à temps partiel, dont celui d'organiste à la « synagogue espagnole ». À partir de 1827, il est le chef d'orchestre au théâtre des États de Prague. Il y a mené plusieurs pièces en primeur de compositeurs tels Richard Wagner.
Il sera directeur musical de l'opéra allemand à Rotterdam. Il y meurt sans le sou et est enterré dans une fosse commune.

## Œuvre

### Opéra,singspiel
- Dráteník, singspiel en 2 actes (1825). Libretto par Josef Krasoslav Chmelenský. La pièce est considérée comme étant le premier opéra tchèque[1].
- Der Nachtschatten, singspiel (1827). libretto par C.J. Schikaneder.
- Oldřich a Božena (Oldřich et Božena), opéra (1828). Titre en allemand : Uldarich und Božena (1833). Libretto par Josef Krasoslav Chmelenský.
- Der Prinz und die Schlange (Le Prince et le Serpent, 1829). Titre tchèque : Princ a had neb Amor mezi Amazonkami (1835)
- Bratrovrah, mélodrame biblique (1831). Libretto par Jan Nepomuk Štěpánek.
- Die Drachenhöhle (1832)
- Fidlovačka aneb Žádný hněv a žádná rvačka (Fidlovačka, ou Pas de colère et pas de bousculade, 1834). Pièce de Josef Kajetán Tyl, dont Kde domov můj?.
- Libušin sňatek (mariage de Libuše, 1835), réécrit en 1850.
- Čestmír (1835).
- Pouť k chrámu umění (pèlerinage au temple de l'Art, 1846).
- Die Geisterbraut (La Femme du spectre)
- Drahomíra, opéra (première le 20 novembre 1848). Libretto allemand par V. A. Svoboda-Návarovský.
- Žižkova smrt (mort de Žižka, 1850). Musique sur l’œuvre de Josef Jiří Kolár
- Der Meergeuse (Le Gueux de mer), opéra romantique en 3 actes (1851). Libretto par Johann Carl Hickel, première en 2003 au théâtre des États de Prague. Titre tchèque : Mořský geus.
- Don César a spanilá Magelona (1852).
- Columbus, opéra en 3 actes (1855). Libretto en allemand par Josef Krasoslav Chmelenský. Première en tchèque le 3 février 1942 avec libretto traduit par František Pujman[1].

### Orchestre
- Chrudimská ouvertura (ouverture Chrudim, 1854). Ouverture pour l'inauguration du théâtre musical de Chrudim.

### Musique de chambre
- String Quartet No. 1 en F majeur, Op. 24
- String Quartet No. 2 en C mineur, Op. 25
- String Quartet No. 3 en G majeur, Op. 29
- Trio pour Clarinette (ou Violon), Violoncelle et Piano, Op.27
- Trio facile en F Majeur pour Violon (ou Flûte), Violoncelle et Piano, Op.28
- Trio facile pour Violon (ou Flûte), Violoncelle et Piano, Op.30

### Piano
- Polonaise
- Deutsche Tänze (1824)

### Voix
- Věnec ze zpěvů vlasteneckých uvitý a obětovaný dívkám vlastenským (1835–1839), 5 volumes édités par Škroup et Chmelenský.
- Dobrou noc (Bonne nuit) pour cor, voix et harpe (ou piano). Mots par Josef Krasoslav Chmelenský.
- Píseň společní. Mots par František Čelakovský.
- Věnec (1843-1844).